# Championnats d'Irlande de cyclisme sur route
Les championnats d'Irlande de cyclisme sur route sont organisés tous les ans.

## Hommes

### Podiums de la course en ligne
| Année      | Vainqueur           | Deuxième                     | Troisième            |
| ---------- | ------------------- | ---------------------------- | -------------------- |
| 1979       | Pat Healy           | Peter Morton                 | Sean Lally           |
| 1980       | Mick Nulty          | Stephen Roche                | Sean Lally           |
| 1981       | Paul Kimmage        | Brendan Madden               | Mick Nulty           |
| 1982       | Billy Kerr (en)     | David Gardiner               | Lennie Kirk          |
| 1983       | John McQuaid (en)   | Paul Kimmage Tony Lally (en) |                      |
| 1984       | Paul Kimmage        | Eddie Madden                 | Tony Murphy          |
| 1985       | John McQuaid (en)   | Bernie McCormack             | Joe Barr             |
| 1986       | Alastair Irvine     | Bobby Power                  | Shane Clark          |
| 1987       | Philip Cassidy (en) | Ger Madden                   | Richard O'Gorman     |
| 1988       | Anthony O'Gorman    | Chris McCann                 | Mick Kinsella        |
| 1989       | Paul Slane (en)     | Mick Walsh                   | Anthony O'Gorman     |
| 1990       | Julian Dalby        | John Sheehan                 | Conor Henry (en)     |
| 1991       | Paul Slane (en)     | Gerard Madden                | Kevin Kimmage (en)   |
| 1992       | Ian Chivers         | Stephen Maher                | David Hourigan       |
| 1993       | Robert Power (en)   | Stephen Maher                | Conor Henry (en)     |
| 1994 (Am.) | Mark Kane (en)      | Conor Henry (en)             | Patrick Callaly      |
| 1994 (Pro) | Martin Earley       | Sean Kelly                   | Joe Barr             |
| 1995       | Michael Fitzgerald  | Stephen Maher                | Tommy Evans (en)     |
| 1996       | Peter Daly          | Bill Moore                   | Aidan Duff           |
| 1997       | Morgan Fox (de)     | David McCann                 | Ray Clarke           |
| 1998       | Ray Clarke          | David McCann                 | Ian Chivers          |
| 1999       | Tommy Evans (en)    | Morgan Fox (de)              | Eugene Moriarty      |
| 2000       | David McCann        | Brian Kenneally (de)         | Mark Scanlon         |
| 2001       | David McCann        | Mark Scanlon                 | Patrick Moriarty     |
| 2002       | Mark Scanlon        | Ciaran Power                 | Tommy Evans (en)     |
| 2003       | Mark Scanlon        | David Lynch                  | David O'Loughlin     |
| 2004       | David O'Loughlin    | David McCann                 | Nicolas Roche        |
| 2005       | David O'Loughlin    | Mark Scanlon                 | David McCann         |
| 2006       | David McCann        | Ciaran Power                 | Paídi O'Brien        |
| 2007       | David O'Loughlin    | Paídi O'Brien                | Mark Cassidy (en)    |
| 2008       | Dan Martin          | Paídi O'Brien                | Brian Kenneally (de) |
| 2009       | Nicolas Roche       | David O'Loughlin             | Paídi O'Brien        |
| 2010       | Matthew Brammeier   | Nicolas Roche                | Dan Martin           |
| 2011       | Matthew Brammeier   | Dan Martin                   | David McCann         |
| 2012       | Matthew Brammeier   | Nicolas Roche                | Philip Lavery        |
| 2013       | Matthew Brammeier   | Philip Lavery                | Damien Shaw          |
| 2014       | Ryan Mullen         | Sean Downey                  | Paídi O'Brien        |
| 2015       | Damien Shaw         | Eddie Dunbar                 | Conor Dunne          |
| 2016       | Nicolas Roche       | Matthew Brammeier            | Michael O'Loughlin   |
| 2017       | Ryan Mullen         | Chris McGlinchey             | Conor Dunne          |
| 2018       | Conor Dunne         | Darnell Moore                | Mark Downey          |
| 2019       | Sam Bennett         | Eddie Dunbar                 | Ryan Mullen          |
| 2020       | Ben Healy           | Nicolas Roche                | Darragh O'Mahony     |
| 2021       | Ryan Mullen         | Daire Feeley                 | Conn McDunphy        |
| 2022       | Rory Townsend       | Cormac McGeough              | Ben Healy            |
| 2023       | Ben Healy           | Rory Townsend                | Sam Bennett          |
| 2024       | Darren Rafferty     | Dillon Corkery               | Rory Townsend        |
| 2025       | Rory Townsend       | Jamie Meehan                 | Patrick Casey        |

Multi-titrés
- 4 : Matthew Brammeier

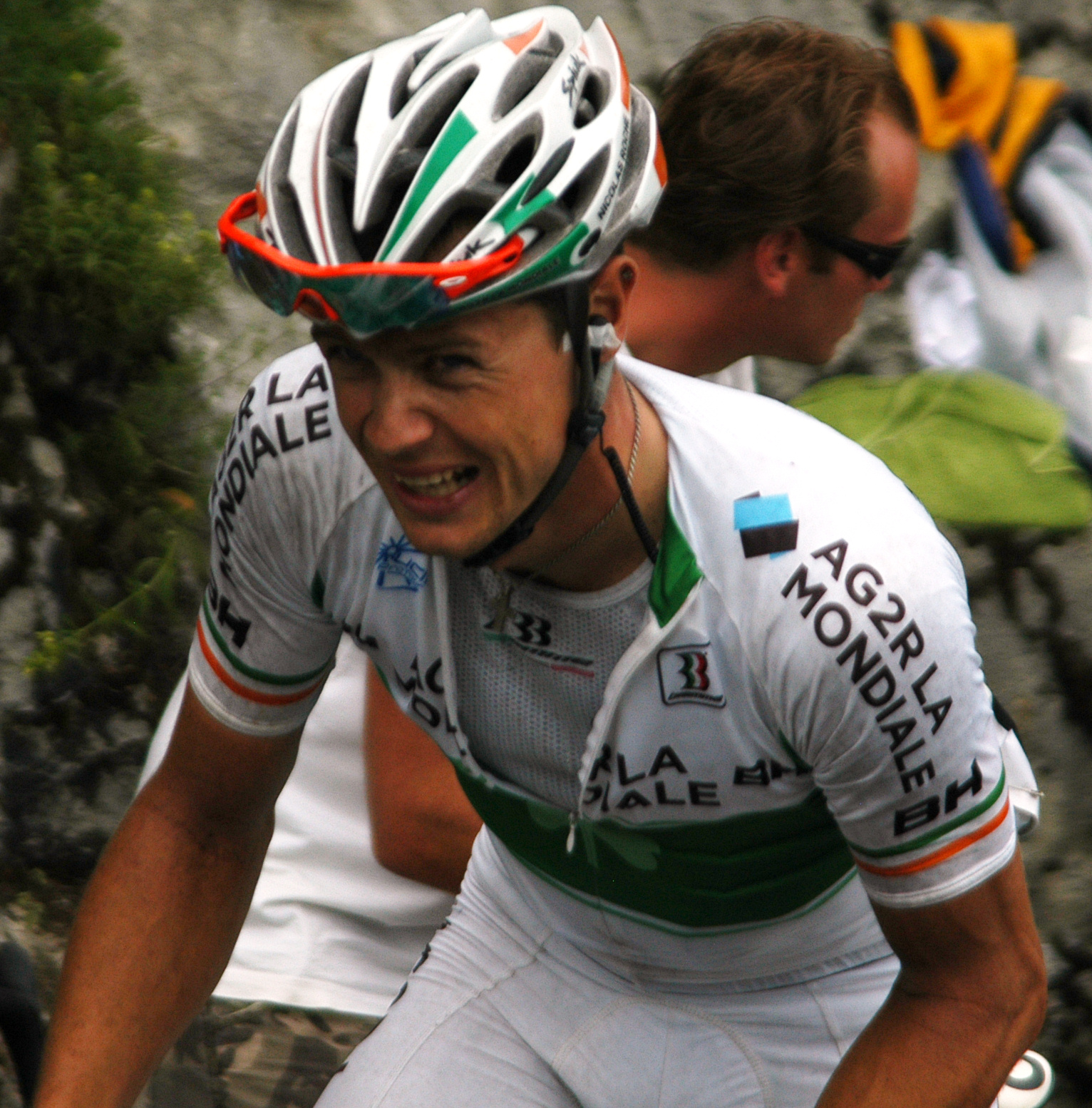
Nicolas Roche vêtu du maillot de champion d'Irlande sur le Tour de France 2009

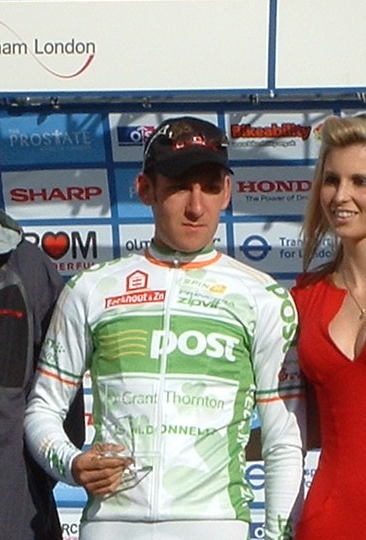
Matthew Brammeier avec le maillot de champion d'Irlande sur le Tour de Grande-Bretagne 2010

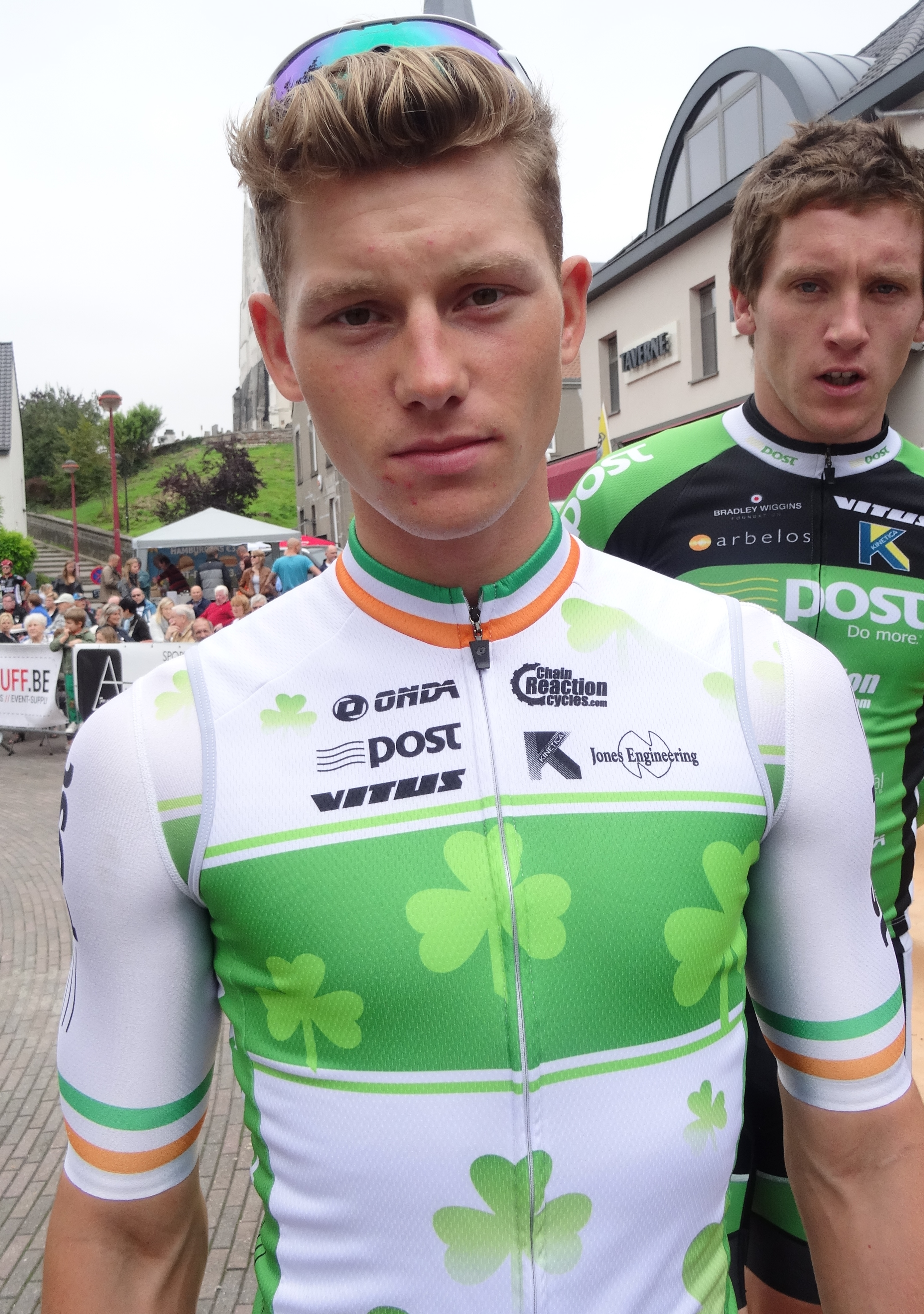
Ryan Mullen arborant son maillot de champion d'Irlande sur route lors de la Course des raisins 2014

- 3 : David McCann, David O'Loughlin, Ryan Mullen
- 2 : Ben Healy, Paul Kimmage, John McQuaid (en), Paul Slane (en), Mark Scanlon, Nicolas Roche, Rory Townsend

### Podiums du contre-la-montre
| Année | Vainqueur          | Deuxième             | Troisième          |
| ----- | ------------------ | -------------------- | ------------------ |
| 1997  | Scott Hamilton     | Tommy Evans (en)     | Simon Coughlan     |
| 1998  | Scott Hamilton     | Jamie Hunter         | Paul Healion       |
| 1999  | Philip Cassidy     | David Peelo          | Tommy Evans (en)   |
| 2000  | Paul Healion       | Ryan Hamilton        | Shane Pendergast   |
| 2001  | David McCann       | Paul Kane            | Paul Healion       |
| 2002  | David McCann       | David O'Loughlin     | Andrew Donnellan   |
| 2003  | David O'Loughlin   | Brian Kenneally (de) | Paul Healion       |
| 2004  | David McCann       | David O'Loughlin     | Stephen Gallagher  |
| 2005  | David McCann       | Andrew Roche         | Tommy Evans (en)   |
| 2006  | David O'Loughlin   | Paul Healion         | Tommy Evans (en)   |
| 2007  | Nicolas Roche      | David McCann         | David O'Loughlin   |
| 2008  | Paul Healion       | Neil Delahaye        | John Heverin       |
| 2009  | David McCann       | Martyn Irvine        | Con Collis         |
| 2010  | David McCann       | Martyn Irvine        | Aaron Buggle       |
| 2011  | Matthew Brammeier  | David McCann         | Michael Hutchinson |
| 2012  | Michael Hutchinson | Martyn Irvine        | Nicolas Roche      |
| 2013  | Michael Hutchinson | David McCann         | Colm Cassidy       |
| 2014  | Michael Hutchinson | Colm Cassidy         | Martyn Irvine      |
| 2015  | Ryan Mullen        | Eddie Dunbar         | Martyn Irvine      |
| 2016  | Nicolas Roche      | Eddie Dunbar         | Ryan Mullen        |
| 2017  | Ryan Mullen        | Nicolas Roche        | Marcus Christie    |
| 2018  | Ryan Mullen        | Michael O'Loughlin   | Marcus Christie    |
| 2019  | Ryan Mullen        | Eddie Dunbar         | Michael O'Loughlin |
| 2020  | Conn McDunphy      | Nicolas Roche        | Lindsay Watson     |
| 2021  | Ryan Mullen        | Nicolas Roche        | Marcus Christie    |
| 2022  | Ben Healy          | George Peden         | Eddie Dunbar       |
| 2023  | Ryan Mullen        | Ben Healy            | George Peden       |
| 2024  | Eddie Dunbar       | Ryan Mullen          | George Peden       |
| 2025  | Ryan Mullen        | George Peden         | Darren Rafferty    |

Multi-titrés
- 7 : Ryan Mullen
- 6 : David McCann
- 3 : Michael Hutchinson
- 2 : Nicolas Roche, Paul Healion, David O'Loughlin, Scott Hamilton

### Podiums du critérium
| Année | Vainqueur          | Deuxième             | Troisième          |
| ----- | ------------------ | -------------------- | ------------------ |
| 2001  | Paul Healion       | Eugene Moriarty      | Ciarán Power       |
| 2002  | Paul Doyle         | Stephen O'Sullivan   |                    |
| 2003  | Stephen O'Sullivan | Tim Barry            | Paul Griffin       |
| 2004  | Willie Hamilton    | Aaron Deane          | Paul Healion       |
| 2005  | Eugene Moriarty    | Conor Murphy         | Patrick Moriarty   |
| 2006  | David O'Loughlin   | Padraig Marrey       | Neill Delahaye     |
| 2007  | Ciarán Power       | Brian Kenneally (de) | Aidan Crowley      |
| 2008  | Peter Hawkins      | Stephen O'Sullivan   | Kerry Sloan        |
| 2009  | Paul Healion       | Simon Williams       | Martyn Irvine      |
| 2010  | Martyn Irvine      | Michael Redden       | Stephen O'Sullivan |
| 2011  | Martyn Irvine      | Damien Shaw          | Stephen O'Sullivan |
| 2012  | Felix English      | Damien Shaw          | Paídi O'Brien      |
| 2013  | Paídi O'Brien      | Martyn Irvine        | Mark Dowling       |
| 2014  | Peter Hawkins      | Damien Shaw          | Paul Kennedy       |
| 2015  | Mark Dowling       | Paídi O'Brien        | Conor Hennebry     |
| 2016  | Mark Dowling       | Philip Lavery        | Gareth McKee       |
| 2017  | Marc Potts         | Paul Kennedy         | James Davenport    |
| 2018  | Dillon Corkery     | Damien Shaw          | Darnell Moore      |
| 2019  | Fintan Ryan        | Luke Smith           | Darnell Moore      |
| 2020  | Andy Maguire       | Darnell Moore        | Leo Doyle          |
| 2021  | Conor Murnane      | Daire Feeley         | Lorcan Daly        |
| 2022  | John Buller        | Luke Smith           | Paul-Antoine Hagan |
| 2023  | John Buller        | Conor Murnane        | Leo Doyle          |
| 2024  | Darnell Moore      | John Buller          | Luke Smith         |
| 2025  | Dean Harvey        | JB Murphy            | Luke Smith         |

Multi-titrés
- 2 : Paul Healion, Martyn Irvine, Peter Hawkins, Mark Dowling, John Buller

### Podiums de la course de côte
| Année     | Vainqueur        | Deuxième         | Troisième          |
| --------- | ---------------- | ---------------- | ------------------ |
| 1998      | Paul Griffin     |                  |                    |
| 1999-2000 | ?                | ?                | ?                  |
| 2001      | Paul Griffin     |                  |                    |
| 2002      | Gareth Rogers    |                  |                    |
| 2003      | Gareth Rogers    |                  |                    |
| 2004      | Paul Griffin     |                  |                    |
| 2005      | Roger Aiken      | Ronan McLaughlin | Paul Brady         |
| 2006      | Paul Griffin     |                  |                    |
| 2007      | David McCann     | Simon Coughlan   | Frank Billings     |
| 2008      | Ronan McLaughlin |                  |                    |
| 2009      | Paul Griffin     | Mark Dowling     | Ryan Sherlock (de) |
| 2010      | Ryan Sherlock    | Paul Griffin     |                    |
| 2011      | Mark Dowling     | Ryan Sherlock    | Damien Shaw        |
| 2012      | Ryan Sherlock    | Anthony Walsh    | Greg Swinand       |
| 2013      | Mark Dowling     | Ryan Sherlock    | Matt Slattery      |
| 2014      | Pas organisé     | Pas organisé     | Pas organisé       |
| 2015      | Denis Dunworth   | John Lee         | Cian Sutcliffe     |
| 2016      | Mark Dowling     | Lindsay Watson   | Conor Kissane      |
| 2017      | Darnell Moore    | Lindsay Watson   | Conor Kissane      |
| 2018      | Darnell Moore    | Conor Kissane    | Chris McGlinchey   |
| 2019      | Mark Dowling     | Conor Kissane    | James Davenport    |
| 2020      | Pas organisé     | Pas organisé     | Pas organisé       |
| 2021      | Joel Luke        | Lindsay Watson   | Conor Kissane      |
| 2022      | Darren Rafferty  | Gareth O'Neill   | Conor Kissane      |
| 2023      | Conn McDunphy    | Conor Kissane    | Gareth O'Neill     |
| 2024      | Killian O'Brien  | Ruairi Byrne     | Gareth O'Neill     |

Multi-titrés
- 5 : Paul Griffin
- 3 : Mark Dowling
- 2 : Gareth Rogers, Ryan Sherlock (de), Darnell Moore

## Femmes

### Podiums de la course en ligne
| Année | Vainqueur      | Deuxième         | Troisième        |
| ----- | -------------- | ---------------- | ---------------- |
| 1997  | Sue McMaster   |                  |                  |
| 1998  | Susan O'Mara   | Claire Moore     | Jane McGoey      |
| 1999  | Geraldine Gill | Marie Reilly     | Susan O'Mara     |
| 2000  | Geraldine Gill | Susan O'Mara     | Lorraine Manning |
| 2001  | Geraldine Gill | Susan O'Mara     | Debbie Booth     |
| 2002  | Geraldine Gill | Lorraine Manning | Louise Moriarty  |
| 2003  | Geraldine Gill | Colette Swift    | Karen Bothwell   |
| 2004  | Julie O'Hagan  | Colette Swift    | Roisin Kennedy   |
| 2005  | Siobhan Dervan | Trudy Brown      | Louise Moriarty  |
| 2006  | Siobhan Dervan | Louise Moriarty  | Heather Wilson   |
| 2007  | Siobhan Dervan | Jenny Fay        | Louise Moriarty  |
| 2008  | Siobhan Dervan | Louise Moriarty  | Heather Wilson   |
| 2009  | Heather Wilson | Olivia Dillon    | Mary Costello    |
| 2010  | Olivia Dillon  | Siobhan Dervan   | Fiona Meade      |
| 2011  | Siobhan Dervan | Louise Moriarty  | Caroline Ryan    |
| 2012  | Melanie Späth  | Siobhan Dervan   | Olivia Dillon    |
| 2013  | Melanie Späth  | Siobhan McNamara | Mary Berenson    |
| 2014  | Fiona Meade    | Olivia Dillon    | Louise Moriarty  |
| 2015  | Lydia Boylan   | Lydia Gurley     | Olivia Dillon    |
| 2016  | Lydia Boylan   | Eve McCrystal    | Fiona Meade      |
| 2017  | Lydia Boylan   | Lauren Creamer   | Ellen Mcdermott  |
| 2018  | Eve McCrystal  | Lydia Gurley     | Alice Sharpe     |
| 2019  | Alice Sharpe   | Imogen Cotter    | Katherine Smyth  |
| 2020  | Lara Gillespie | Eve McCrystal    | Ellen Mcdermott  |
| 2021  | Imogen Cotter  | Megan Armitage   | Linda Kelly      |
| 2022  | Alice Sharpe   | Mia Griffin      | Fiona Mangan     |
| 2023  | Lara Gillespie | Caoimhe O'Brien  | Megan Armitage   |
| 2024  | Fiona Mangan   | Grace Reynolds   | Lara Gillespie   |
| 2025  | Mia Griffin    |                  |                  |

### Podiums du contre-la-montre
| Année    | Vainqueur        | Deuxième         | Troisième       |
| -------- | ---------------- | ---------------- | --------------- |
| 1998     | Marie Reilly     | Jane McGoey      | Louise Quinlan  |
| 1998 (2) | Marie Reilly     | Jane McGoey      | Aisling Baird   |
| 1999     | Geraldine Gill   | Avril Swan       | Susan O'Mara    |
| 2000     | Sheila Rafferty  | Marie Reilly     |                 |
| 2001     | Susan O'Mara     | Debbie Booth     | Sheila Rafferty |
| 2002     | Geraldine Gill   | Louise Moriarty  |                 |
| 2003     | Kate Rudd        | Marie Reilly     | Susan O'Mara    |
| 2004     | Siobhan Dervan   |                  |                 |
| 2005     | Jenny Fay        |                  |                 |
| 2006     | Louise Moriarty  | Heather Wilson   |                 |
| 2007     | Louise Moriarty  | Jenny Fay        | Heather Wilson  |
| 2008     | Olivia Dillon    | Heather Wilson   | Louise Moriarty |
| 2009     | Olivia Dillon    | Heather Wilson   | Heather Boyle   |
| 2010     | Olivia Dillon    | Heather Wilson   | Joanne Hickey   |
| 2011     | Caroline Ryan    | Heather Wilson   | Jane Kilmartin  |
| 2012     | Olivia Dillon    | Melanie Späth    | Siobhan Dervan  |
| 2013     | Caroline Ryan    | Melanie Späth    | Eve McCrystal   |
| 2014     | Caroline Ryan    | Lauren Creamer   | Francine Meehan |
| 2015     | Siobhan Dervan   | Eve McCrystal    | Caroline Ryan   |
| 2016     | Anna Turvey      | Eve McCrystal    | Lydia Gurley    |
| 2017     | Eileen Burns     | Kelly Murphy     | Eve McCrystal   |
| 2018     | Kelly Murphy     | Eileen Burns     | Eve McCrystal   |
| 2019     | Kelly Murphy     | Anna Turvey      | Eileen Burns    |
| 2020     | Eve McCrystal    | Kelly Murphy     | Eileen Burns    |
| 2021     | Joanna Patterson | Eve McCrystal    | Linda Kelly     |
| 2022     | Kelly Murphy     | Joanna Patterson | Eve McCrystal   |
| 2023     | Kelly Murphy     | Joanna Patterson | Linda Kelly     |
| 2024     | Fiona Mangan     | Annalise Murphy  | Roisin Thomas   |
| 2025     | Kelly Murphy     |                  |                 |

Note: En 1998, deux courses ont lieu. Une sur 10 miles, l'autres sur 25. Celle sur 10 miles a pour troisième Louise Quinlan.

## Espoirs Hommes

### Podiums de la course en ligne
| Année | Vainqueur          | Deuxième           | Troisième          |
| ----- | ------------------ | ------------------ | ------------------ |
| 1997  | Michael McNeena    | Michael Quinn      | Simon Coughlan     |
| 1998  | Ciarán Power       | John McCarthy      | Diarmuid Carew     |
| 1999  | David McQuaid      | Stephen Gallagher  | Gary McQuaid       |
| 2000  | David O'Loughlin   | Conor Murphy       | John Dempsey       |
| 2001  | Thomas Hogan       | Conor Murphy       | John Dempsey       |
| 2002  | Dermot Nally       | Denis Lynch        | Conor Murphy       |
| 2003  | Denis Lynch        | Paídi O'Brien      | Conor Murphy       |
| 2004  | Nicolas Roche      | Philip Deignan     | Paídi O'Brien      |
| 2005  | Paídi O'Brien      | Tim Cassidy        | Michael Concannon  |
| 2006  | Paídi O'Brien      | Dan Martin         | Mark Cassidy (en)  |
| 2007  | Mark Cassidy (en)  | Martyn Irvine      | Adam Armstrong     |
| 2008  | Dan Martin         | Adam Armstrong     | Derek Burke        |
| 2009  | Sean Downey        | Ronan McLaughlin   | Philip Lavery      |
| 2010  | Sam Bennett        | Dominic Jelfs (de) | Thomas Martin      |
| 2011  | Sam Bennett        | Philip Lavery      | Aaron Buggle       |
| 2012  | Philip Lavery      | Sean Downey        | Jack Wilson        |
| 2013  | Jack Wilson        | Cormac Clarke      | Conor Dunne        |
| 2014  | Ryan Mullen        | Jack Wilson        | Conor Dunne        |
| 2015  | Eddie Dunbar       | Daniel Stewart     | Sean Hahessy       |
| 2016  | Michael O'Loughlin | Mark Downey        | Daire Feeley       |
| 2017  | Michael O'Loughlin | Angus Fyffe        | Ryan Reilly        |
| 2018  | Darnell Moore      | Mark Downey        | Michael O'Loughlin |
| 2019  | Darragh O'Mahony   | Ben Healy          | Marc Heaney        |
| 2020  | Ben Healy          | Kevin McCambridge  | Ben Walsh          |
| 2021  | John Buller        | Liam Curley        | George Peden       |
| 2022  | Dean Harvey        | Darren Rafferty    | Archie Ryan        |
| 2023  | Jamie Meehan       | Darren Rafferty    | Odhrán Doogan      |
| 2024  | Dean Harvey        | Patrick O'Loughlin | Jamie Meehan       |
| 2025  | Jamie Meehan       | Patrick Casey      |                    |

Multi-titrés
- 2 : Paídi O'Brien, Sam Bennett, Michael O'Loughlin, Dean Harvey

### Podiums du contre-la-montre
| Année | Vainqueur          | Deuxième          | Troisième           |
| ----- | ------------------ | ----------------- | ------------------- |
| 2004  | Michael Concannon  |                   | Gareth Rogers       |
| 2005  | Ryan Connor        | Michael Concannon | Martyn Irvine       |
| 2006  | Ryan Connor        |                   | James Whelan        |
| 2007  | Paul Brady         | Michael Murray    | Martyn Irvine       |
| 2008  | Denis Dunworth     | Adam Armstrong    | Ronan McLaughlin    |
| 2009  | Aaron Buggle       | Thomas Martin     | Conor McAllister    |
| 2010  | Aaron Buggle       | Marcus Christie   | Conor McAllister    |
| 2011  | Sean Downey        | Felix English     | Tighernach Murphy   |
| 2012  | Conor Dunne        | Sean Downey       | Aaron Buggle        |
| 2013  | Ryan Mullen        | Conor Dunne       | Marcus Christie     |
| 2014  | Ryan Mullen        | Sean Hahessy      | Daniel Stewart      |
| 2015  | Ryan Mullen        | Eddie Dunbar      | Mark Downey         |
| 2016  | Eddie Dunbar       | Ryan Mullen       | Michael O'Loughlin  |
| 2017  | Michael O'Loughlin | Conn McDunphy     | Eddie Dunbar        |
| 2018  | Michael O'Loughlin | Conn McDunphy     | Xeno Young          |
| 2019  | Michael O'Loughlin | Ben Healy         | Luke Smith          |
| 2020  | Ben Healy          | Kevin McCambridge | Mitchell McLaughlin |
| 2021  | Kevin McCambridge  | George Peden      | Cian Keogh          |
| 2022  | Darren Rafferty    | Kevin McCambridge | Adam Ward           |
| 2023  | Darren Rafferty    | Dean Harvey       | Kevin McCambridge   |
| 2024  | Adam Rafferty      | Dean Harvey       | Liam O'Brien        |
| 2025  | Adam Rafferty      | Seth Dunwoody     | Liam O'Brien        |

Multi-titrés
- 3 : Ryan Mullen, Michael O'Loughlin
- 2 : Ryan Connor, Aaron Buggle, Darren Rafferty, Adam Rafferty

## Juniors Hommes

### Podiums de la course en ligne
| Année     | Vainqueur                                 | Deuxième                           | Troisième                          |
| --------- | ----------------------------------------- | ---------------------------------- | ---------------------------------- |
| 1939      | Ollie Kelly                               |                                    |                                    |
| 1940      | D.C. Walsh                                |                                    |                                    |
| 1941      | Tommy Quinn                               |                                    |                                    |
| 1942      | Tommy Quinn                               |                                    |                                    |
| 1943      | Pas organisé ou résultats inconnus        | Pas organisé ou résultats inconnus | Pas organisé ou résultats inconnus |
| 1944      | J.J. Doyle                                |                                    |                                    |
| 1945-1949 | Pas organisé ou résultats inconnus        | Pas organisé ou résultats inconnus | Pas organisé ou résultats inconnus |
| 1950      | Mick Christle                             |                                    |                                    |
| 1951      | J. Lennon                                 |                                    |                                    |
| 1952      | Frank Ward (en)                           |                                    |                                    |
| 1953      | S. Sweeney                                |                                    |                                    |
| 1954      | F. Healy                                  |                                    |                                    |
| 1955      | S. Healy                                  |                                    |                                    |
| 1956      | Mick Creighton                            |                                    |                                    |
| 1957      | J. McCarthy                               |                                    |                                    |
| 1958      | Frank Thompson                            |                                    |                                    |
| 1959      | Jim McLoughlin                            |                                    |                                    |
| 1960-1962 | Pas organisé ou résultats inconnus        | Pas organisé ou résultats inconnus | Pas organisé ou résultats inconnus |
| 1963      | Johnny Lonergan                           |                                    |                                    |
| 1964-1966 | Pas organisé ou résultats inconnus        | Pas organisé ou résultats inconnus | Pas organisé ou résultats inconnus |
| 1967      | Tom Kelly (NCA) C. McDonald (NCA)Youth MS |                                    |                                    |
| 1968      | John Mangan (en)                          |                                    |                                    |
| 1969      | R. Adair                                  |                                    |                                    |
| 1970      | Batty Flynn (NCA) D. Beattie (ICF/NICF)   |                                    |                                    |
| 1971      | K. Daly (ICF/NICF)                        |                                    |                                    |
| 1972      | Sean Kelly                                | Oliver McQuaid (en)                | Alan McCormack (en)                |
| 1973      | Sean Kelly                                |                                    |                                    |
| 1974      | G. Wilson                                 | Michael Cusack (en)                | Max Ammann                         |
| 1975      | Ray Boyd                                  | Tom Greene                         | Jim Stegg                          |
| 1976      | Francis Riordan                           | Paul Talbot                        | Bernard McCormack                  |
| 1977      | Stephen Roche                             | Len Kirk                           | Martin Kelly                       |
| 1978      | Martin Earley                             | T. Flaherty                        | T. Murphy                          |
| 1979      | Gerry Keating                             | Paul Kimmage                       | Dermot Gilleran (en)               |
| 1980      | Martin Earley                             | A. Wills                           | G. Scott                           |
| 1981      | Gary Thomson (en)                         | Melvyn Talbot                      | Pat Coll                           |
| 1982      | Pas organisé ou résultats inconnus        | Pas organisé ou résultats inconnus | Pas organisé ou résultats inconnus |
| 1983      | Linus Murphy                              | Mark Murphy                        | John Nolan                         |
| 1984      | Joe Dilworth                              | B. Reidy                           | J. Farrell                         |
| 1985      | Pas organisé ou résultats inconnus        | Pas organisé ou résultats inconnus | Pas organisé ou résultats inconnus |
| 1986      | Paul Lee                                  | Stephen Healy                      | Liam Collins                       |
| 1987      | Damien Long                               | Andrew Moss                        | R. Connolly                        |
| 1988      | Robert Power (en)                         |                                    |                                    |
| 1989      | Niall McCarthy                            |                                    |                                    |
| 1990      | Paul Giles                                | J. Meredith                        | Mel Sutcliffe                      |
| 1991      | Declan McGuinness                         | Mark Gator                         | Harold Twomey                      |
| 1992      | Mark Hutton                               | Michael Mulcahy                    | Alan Bingham                       |
| 1993      | Ken Tobin                                 | Ruairi Mitchell                    | Michael O'Reilly                   |
| 1994      | Michael Woods                             |                                    |                                    |
| 1995      | Robert Moore                              | Bryan Geary                        | Kirk Sloan                         |
| 1996      | Paul O'Callaghan                          | Barry Twohig                       | Ross Blayney                       |
| 1997      | Dermot Nally                              | Emmet Hogan                        | David McQuaid                      |
| 1998      | Mark Scanlon                              | Dermot Nally                       | Shane Pendergast                   |
| 1999      | Michael Dennehy                           | Denis Lynch                        | B. O'Brien                         |
| 2000      | Colm Armstrong                            | Michael Dennehy                    | Sean Lacey                         |
| 2001      | Niall O'Shea                              | Cian Power                         | Paídi O'Brien                      |
| 2002      | Paídi O'Brien                             | Nicolas Roche                      | Barry Woods                        |
| 2003      | Michael Lucey                             | Paul Brady                         | F. Duncan                          |
| 2004      | Maurice O'Brien                           | Mark Nestor                        | Ciaran Kelly                       |
| 2005      | Michael Murray                            | Ronan McLaughlin                   | Tim O'Regan                        |
| 2006      | Simon Williams                            | Denis Dunworth                     | Diarmuid Cronin                    |
| 2007      | Denis Dunworth                            | Philip Lavery                      | Sean Downey                        |
| 2008      | Sam Bennett                               | Charles Prendergast                | Mark Heneghan                      |
| 2009      | Charles Prendergast                       | Marcus Christie                    | Peter Williams                     |
| 2010      | Jack Wilson                               | Adam Rayner                        | Ewan McDonald                      |
| 2011      | Ryan Mullen                               | Jason Nulty                        | Jack Wilson                        |
| 2012      | Liam Corcoran                             | Matthew Doyle                      | Cian Dwyer                         |
| 2013      | Fintan Ryan (en)                          | Stephen Shanahan                   | Dylan O'Brien                      |
| 2014      | Eddie Dunbar                              | Michael O'Loughlin                 | Jamie Blanchfield                  |
| 2015      | Michael O'Loughlin                        | Darragh O'Mahony                   | Sean Yelverton                     |
| 2016      | Jake Gray                                 | Conor McCann                       | Conor Leech                        |
| 2017      | Ethan Downey                              | Luke Smith                         | Adam Ward                          |
| 2018      | Adam Ward                                 | Ben Healy                          | Aaron Doherty                      |
| 2019      | Tom Moriarty                              | Archie Ryan                        | Kevin McCambridge                  |
| 2020      | Ronan O'Connor                            | Eoghan Cooke                       | Rowan Montgomery                   |
| 2021      | Darren Rafferty                           | Dean Harvey                        | Jamie Meehan                       |
| 2022      | Oisin Ferrity                             | Niall McLoughlin                   | Pat O'Loughlin                     |
| 2023      | Seth Dunwoody                             | Liam O'Brien                       | Cal Tutty                          |
| 2024      | Patrick Casey                             | Sam Coleman                        | Killian O'Brien                    |
| 2025      | Conor Murphy                              | Rory Condon                        | Darragh Byrne                      |

Multi-titrés
- 2 : Sean Kelly, Martin Earley, Tommy Quinn

### Podiums du contre-la-montre
| Année     | Vainqueur                          | Deuxième                           | Troisième                          |  |
| --------- | ---------------------------------- | ---------------------------------- | ---------------------------------- |  |
| 1969      | D. Beattie                         |                                    |                                    |  |
| 1970      | K. Ritchie                         |                                    |                                    |  |
| 1971      | Pas organisé ou résultats inconnus | Pas organisé ou résultats inconnus | Pas organisé ou résultats inconnus |  |
| 1972      | Sean Kelly                         | Alec. Darragh                      |                                    |  |
| 1973      | Martin McQuillan                   |                                    |                                    |  |
| 1974      | T. Green                           |                                    |                                    |  |
| 1975      | S. Montgomery                      |                                    |                                    |  |
| 1976-1980 | Pas organisé ou résultats inconnus | Pas organisé ou résultats inconnus | Pas organisé ou résultats inconnus |  |
| 1981      | G. Keating                         | G.Thompson                         |                                    |  |
| 1982      | Robbie Dunne                       | Colm Braham                        |                                    |  |
| 1983      | Pas organisé ou résultats inconnus | Pas organisé ou résultats inconnus | Pas organisé ou résultats inconnus |  |
| 1984      | Paul Madden                        | Ian Chivers                        | P. Robinson                        |  |
| 1985-1987 | Pas organisé ou résultats inconnus | Pas organisé ou résultats inconnus | Pas organisé ou résultats inconnus |  |
| 1988      | Donal O'Halloran                   |                                    |                                    |  |
| 1989      | David Fowler                       |                                    |                                    |  |
| 1990      | Phillip Collins (en)               |                                    |                                    |  |
| 1991      | Mark Hutton                        |                                    |                                    |  |
| 1992      | Mark Hutton                        |                                    |                                    |  |
| 1993      | Cathal Dolan                       | Simon Coughlan                     | Ken Tobin                          |  |
| 1994      | Aidan Duff                         | Michael Woods                      |                                    |  |
| 1995      | Kirk Sloan                         |                                    |                                    |  |
| 1996      | David O'Loughlin                   |                                    |                                    |  |
| 1997      | Mark Scanlon                       |                                    |                                    |  |
| 1998      | Brendan O'Brien                    | Clive Stevenson                    | Raymond Dunlop                     |  |
| 1999      | Thomas Lavery                      | Timothy Ahern                      |                                    |  |
| 2000      | Ollie Grey                         |                                    |                                    |  |
| 2001      | Shaun Turner                       | Ryan Connor                        | P. Hanna                           |  |
| 2002      | Theo Hardwick                      | Micheal Concannon                  | Barry Woods                        |  |
| 2003      | Theo Hardwick                      | Paul Brady                         | O.Concannon                        |  |
| 2004      | James Whelan                       | Patrick Clarke                     | Marcus Treacy                      |  |
| 2005      | Ciarán Kelly                       | Adam Armstrong                     | Ronan McLaughlin                   |  |
| 2006      | Thomas Martin                      | Denis Dunworth                     |                                    |  |
| 2007      | Sean Downey                        | Denis Dunworth                     | Thomas Martin                      |  |
| 2008      | Sean Downey                        | Marcus Christie                    | Michael Duffy                      |  |
| 2009      | Marcus Christie                    | Jonny Cole                         | Aaron Baines                       |  |
| 2010      | Aaron Baines                       | Ewan McDonald                      | Gavin Keane                        |  |
| 2011      | Ryan Mullen                        | Eoin McCarthy                      | Matthew Heaney                     |  |
| 2012      | Ryan Mullen                        | Matthew Doyle                      | Daniel Stewart                     |  |
| 2013      | Eddie Dunbar                       | Mark Downey                        | Sean Hahessy                       |  |
| 2014      | Mark Downey                        | Michael O'Loughlin                 | Eddie Dunbar                       |  |
| 2015      | Michael O'Loughlin                 | Simon Tuomey                       | Cathal Purcell                     |  |
| 2016      | Ben Walsh                          |                                    |                                    |  |
| 2017      | Ben Walsh                          | Xeno Young                         | Ethan Downey                       |  |
| 2018      | Ben Healy                          | Aaron Doherty                      | Breandán Flannagan                 |  |
| 2019      | Kevin McCambridge                  | Archie Ryan                        | Finley Newmark                     |  |
| 2020      | Darren Rafferty                    | Matthew Devins                     | Tom Moriarty                       |  |
| 2021      | Darren Rafferty                    | Ronan O'Connor                     | Stefan Caulfield-Dreier            |  |
| 2022      | Conal Scully                       | Quillan Donnelly                   | Adam Rafferty                      |  |
| 2023      | Adam Rafferty                      | Liam O'Brien                       | Patrick Casey                      |  |
| 2024      | Conor Murphy                       | Seth Dunwoody                      | Patrick Casey                      |  |
| 2025      | Conor Murphy                       | Matthew Walls                      | David Gaffney                      |  |

Multi-titrés
- 2 : Conor Murphy, Darren Rafferty, Ben Walsh, Ryan Mullen, Sean Downey, Theo Hardwick, Mark Hutton